# Telmatobius bolivianus
Espèce
Synonymes
- Telmatobius ifornoi Lavilla & Ergueta-Sandoval, 1999

Statut de conservation UICN

 NT  : Quasi menacé
Telmatobius bolivianus est une espèce d'amphibiens de la famille des Telmatobiidae.

## Répartition
Cette espèce de grenouille est endémique de Bolivie. Elle se rencontre entre 2 000 et 3 000 m d'altitude dans les  Yungas du département de La Paz. 
Elle fait partie des dix espèces de Telmatobius (sur une cinquantaine d'espèces aquatiques ou semi-aquatiques, vivant sur les pentes des Andes) endémiques de Bolivie.

## Habitat
Les montagnes et les rivières subtropicales ou tropicales humides constituent son habitat naturel. La localité type est Chaco, un hameau sur la rivière Unduavi, à environ 25 kilomètres au Nord-Ouest de Puente de la Via, vers une altitude de 2 600 m.

## Conservation
Telmatobius bolivianus est menacée par la disparition de ses habitats.

## Étymologie
Cette espèce est nommée en référence au lieu de sa découverte, la Bolivie.

## Publications originales
- Parker, 1940 : The Percy Sladen Trust Expedition to Lake Titicaca in 1937. XII. Amphibia. Transactions of the Linnean Society of London, ser. 3, vol. 1, p. 203–216.
- Lavilla & Ergueta-Sandoval, 1999 : A new Bolivian species of the genus Telmatobius (Anura: Leptodactylidae) with a humeral spine. Amphibia-Reptilia, vol. 20, no 1, p. 55-64.